# Idalus panamensis
Idalus panamensis là một loài bướm đêm thuộc phân họ Arctiinae, họ Erebidae.